# Maurice Greene (skladatelj)
Maurice Greene, angleški baročni skladatelj in organist, * 12. avgust 1696, London, † 1. december 1755, London.
Greene je v mladosti pel v deškem zboru londonske katedrale Sv. Pavla. Pri Richardu Brindu je študiral orgle in po učiteljevi smrti postal organist pri Sv. Pavlu. Po smrti Williama Crofta (1727) je Greene postal organist v Kraljevi kapeli, leta 1730 pa je postal profesor glasbe na Univerzi v Cambridgeu. Leta 1735 je prejel naziv »Master of the King's Musick«. 
Greene je komponiral pretežno vokalno glasbo, tako posvetno kot sakralno. Njegove najuspešnejše skladbe so oratorij The Song of Deborah and Barak (1732), priredbe sonetov Edmunda Spenserja Amoretti (1739) in zbirka himn (1743), med katerimi je največkrat izvajana Lord, let me know mine end.